# لا ویکتوریا، ونزوئلا
لا ویکتوریا، ونزوئلا (به اسپانیایی: La Victoria) یک شهر در ونزوئلا است که در José Félix Ribas Municipality واقع شده‌است. لا ویکتوریا ۵۵٫۴۳ کیلومتر مربع مساحت و ۱۴۳٬۴۶۸ نفر جمعیت دارد و ۵۵۰ متر بالاتر از سطح دریا واقع شده‌است.